# Witold Gintowt-Dziewałtowski
Witold Józef Gintowt-Dziewałtowski (ur. 11 stycznia 1949 w Drewnicy) – polski polityk, samorządowiec, poseł na Sejm III, IV, V i VI kadencji, senator VIII kadencji.

## Życiorys
Syn Witolda i Stefanii. W 1976 ukończył studia na Wydziale Organizacji i Zarządzania Uniwersytetu Gdańskiego. Od 1966 do 1967 odbywał staż w Państwowym Gospodarstwie Rolnym Kopanów II. W latach 1967–1970 pracował jako księgowy w Państwowym Gospodarstwie Rolnym Jesionna. Od 1970 do 1974 był inspektorem finansowym w Inspektoracie Państwowych Gospodarstw Rolnych w Elblągu. W latach 1974–1975 pełnił funkcję przewodniczącego Powiatowej Komisji Planowania w Urzędzie Powiatowym w Nowym Dworze Gdańskim.
Od 1968 do 1990 działał w Polskiej Zjednoczonej Partii Robotniczej. W latach 1981–1986 pełnił funkcję I sekretarza Komitetu Miejskiego PZPR w Elblągu. Należał także do Związku Młodzieży Wiejskiej oraz Związku Socjalistycznej Młodzieży Polskiej.
Od 1975 do 1981 był zatrudniony na stanowisku starszego inspektora wojewódzkiego w Urzędzie Wojewódzkim w Elblągu. W latach 1986–1990 był prezesem zarządu Spółdzielni Mieszkaniowej „Nad Jarem” w Elblągu, a następnie do 1994 prezesem Zarządu Spółdzielni Mieszkaniowej „Zakrzewo”. Od 1994 do 1998 sprawował urząd prezydenta Elbląga.
W latach 1990–1999 działał w Socjaldemokracji Rzeczypospolitej Polskiej. W 1999 przystąpił do Sojuszu Lewicy Demokratycznej, zasiadał we władzach krajowych tej partii. Przewodniczył także strukturom SLD w Elblągu.
Od 1997 sprawował mandat posła na Sejm. Zasiadał w Komisji Samorządu Terytorialnego i Polityki Regionalnej w III, IV i V kadencji Sejmu, w latach 1997–2005 pełnił funkcję wiceprzewodniczącego tej komisji. Od lipca 2007 do marca 2009 zasiadał w Radzie Służby Publicznej, w kwietniu 2009 został powołany na członka Rady Służby Cywilnej. W wyborach parlamentarnych w 2007 po raz czwarty uzyskał mandat poselski, kandydując z listy koalicji Lewica i Demokraci i otrzymując w okręgu elbląskim 9875 głosów. 22 kwietnia 2008 zasiadł w Klubie Poselskim Lewica (we wrześniu 2010 przemianowanym na KP SLD).
21 sierpnia 2011 udzielił poparcia Platformie Obywatelskiej w wyborach parlamentarnych w tym samym roku, w wyniku czego został wykluczony z KP SLD, a kilka dni później wystąpił z partii. Wkrótce został bezpartyjnym kandydatem z ramienia PO do Senatu i uzyskał mandat na VIII kadencję liczbą 43 129 głosów. W 2015 nie ubiegał się o reelekcję. W wyborach samorządowych w 2024 bezskutecznie kandydował na radnego Elbląga.